# Sphaerosoma globosum
Sphaerosoma globosum is een keversoort uit de familie Alexiidae. De wetenschappelijke naam van de soort is voor het eerst geldig gepubliceerd in 1807 door Sturm.